# Joseph E. Davies

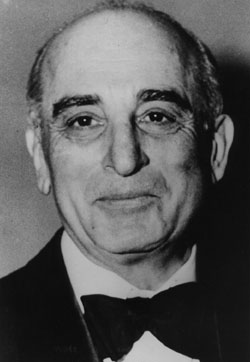
Joseph E. Davies

Joseph Edward Davies (* 29. November 1876 in Watertown, Wisconsin; † 9. Mai 1958 in Washington, D.C.) war ein US-amerikanischer Jurist und Diplomat.

## Leben

### Rechtsanwalt und Politiker
Davies wurde als Sohn der walisischen Einwanderer Edward und Rachel Davies in Watertown, Wisconsin geboren. Seine Mutter soll die erste im Bundesstaat Wisconsin ordinierte Frau gewesen sein. Er studierte an der Universität von Wisconsin Jura. Nach dem Abschluss seines Studiums eröffnete er eine Kanzlei und war von 1902 bis 1906 Staatsanwalt in Wisconsin. Er war im Jahr 1910 Vorsitzender des State Central Committee der Demokraten im Bundesstaat Wisconsin.
Im Wahlkampf zur Präsidentschaftswahl 1912 leitete er die Kampagne von Woodrow Wilson in den westlichen Bundesstaaten. Nach dessen Sieg wurde Davies Vorsitzender des Bureau of Corporations, einer Vorläuferorganisation der Federal Trade Commission. Diese Behörde, die die großen Handelsmonopole im Interesse des Konsumentenschutzes zerschlagen sollte, leitete er von 1915 bis 1916.
Nachdem Davies 1917 eine Nachrückerwahl für den Senat verloren hatte, praktizierte er wieder als Anwalt, unterbrochen durch eine Abordnung als Wirtschaftsexperte der US-Delegation bei der Pariser Friedenskonferenz 1919. Er spezialisierte sich auf Unternehmensrecht und konnte neben Politikern und Gewerkschaftern auch große Konzerne als Klienten gewinnen. Für ehemalige Aktionäre der Ford Motor Company gewann er einen Aufsehen erregenden Prozess gegen die Finanzbehörden, er bekam dafür das damalige Rekordhonorar von zwei Millionen Dollar. Auch versuchte er im Auftrag des Diktators der Dominikanischen Republik, Rafael Trujillo, ein Schuldenmoratorium mit der US-Regierung auszuhandeln.
In der Wahlkampagne 1932 unterstützte Davies Franklin D. Roosevelt und gehörte nach dessen Sieg zum engsten Umfeld des Weißen Hauses.

### Im diplomatischen Dienst

#### Botschafter in Moskau
Im August 1936 akzeptierte Davies das Angebot Roosevelts, Botschafter in Moskau zu werden. Als Seiteneinsteiger in den diplomatischen Dienst stieß Davies auf Ablehnung durch das diplomatische Korps, die in ihm einen politischen Günstling Roosevelts sahen. Aber Roosevelt hatte auch politische Gründe für die Ernennung, denn Davies teilte im Gegensatz zu anderen Diplomaten Roosevelts Überzeugungen und außenpolitische Strategie.
Seinen Dienst in Moskau trat Davies am 25. Januar 1937 an. Er folgte dort Botschafter William C. Bullitt nach, der eine härtere Politik gegenüber Stalin gefordert hatte. Davies sollte dagegen Roosevelts nachsichtigere Haltung gegenüber Stalin umsetzen. Er kam mit dem Auftrag nach Moskau, Konflikte zu vermeiden und stattdessen nach Möglichkeiten der Zusammenarbeit zu suchen. Seine Anweisungen lauteten, freundschaftliche Beziehungen aufzubauen, die Schuldenfrage zu regeln, ein Handelsabkommen auszuhandeln und sich einen Überblick über die militärische und ökonomische Stärke der Sowjetunion zu verschaffen. Davies sollte der einzige amerikanische Botschafter in Moskau bleiben, der Roosevelts Politik der unkritischen Freundschaft unterstützte. Roosevelt und viele amerikanische Diplomaten hofften, die Sowjetunion könne sich zu einer pluralistischen Gesellschaft entwickeln und ein Freund der USA werden. Unterschiedlicher Ansicht war man aber, wie dies erreicht werden könne. Die Sowjetunionexperten der Botschaft, vor allem George F. Kennan, Charles E. Bohlen und Loy W. Henderson, waren kritisch gegenüber Stalin eingestellt und sahen in der Sowjetunion ein totalitäres System, das sich modernisierte, um demokratische Staaten wie die USA zu zermalmen. Sie empfahlen eine streng an den amerikanischen Interessen orientierte Politik. Davies’ Kompetenz schätzten sie außerordentlich gering. In der Folge verließ sich Davies eher auf Journalisten als auf seine stalinkritischen Mitarbeiter.
Der Historiker Dennis J. Dunn charakterisiert den außenpolitischen Ansatz, für den vor allem Roosevelt, Davies und Harry Hopkins gestanden hätten, als eigenartiges Amalgam aus dem Idealismus Woodrow Wilsons, dass der Demokratie die Zukunft gehöre, Machiavellismus und Rooseveltismus, der davon ausging, dass sich die USA und die Sowjetunion gesellschaftlich wie politisch aufeinander zubewegten. Die Überzeugung, dass Stalin ein Mann des Volkes sei, der sein Land modernisiere, habe die Rooseveltianer davon überzeugt, Stalins extreme Maßnahmen zu tolerieren und zu entschuldigen. Davies glaubte zudem, die Sowjets seien im Grunde russischsprechende Amerikaner, die sich letztlich zu demokratischen Kapitalisten entwickeln würden. Hinzu kam, dass Roosevelt und Davies glaubten, durch eine engere amerikanisch-sowjetische Beziehung könne man ein Gegengewicht gegen Hitler-Deutschland schaffen und den Frieden in Europa sichern.
Davies hatte gehofft, von Roosevelt als Belohnung für seinen Einsatz als Botschafter nach Berlin entsandt zu werden. Stattdessen erhielt er den Botschafterposten in Brüssel und verließ am 11. Juni 1938 Moskau. Gemeinsam mit seiner Ehefrau Marjorie hatte Davies während seines Aufenthalts große Mengen an russischer Kunst gekauft, deren Ausfuhr Stalin gestattete, und die den Grundstock des Hillwood Museums in Washington, D.C bilden sollten.  Im November 1939 kehrte er nach Washington zurück.

#### Davies und die Moskauer Schauprozesse
In Davies’ Moskauer Zeit fielen der zweite und dritte große Schauprozess gegen ehemals führende Köpfe der Bolschewiki und der Beginn des Großen Terrors. Im Gegensatz zu seinen Diplomaten verteidigte Davies die Stalinschen Schauprozesse in der Öffentlichkeit. In seinem Buch Mission to Moscow hieß es:

“All of these trials, purges, and liquidations, which seemed so violent at the time and shocked the world [were] clearly a part of a vigorous and determined effort of the Stalin government to protect itself from not only revolution from within but from attack from without. They went to work thoroughly to clear up and clean out all treasonable elements within the country. All doubts were resolved in favor of the government.”

„Alle diese Prozesse, Säuberungen und Liquidierungen, die seinerzeit so brutal erschienen und die Welt schockierten, waren eindeutig Teil eines energischen und entschlossenen Bestrebens der stalinschen Regierung, um sich nicht nur vor einer Revolution von innen, sondern auch vor einem Angriff von außen zu schützen. Sie machten sich an die Arbeit, gründlich aufzuräumen und das Land von allen verräterischen Elementen zu säubern. Alle Zweifel konnten zugunsten der Regierung ausgeräumt werden.“

Mit der Arbeit an Mission to Moscow hatte Davies nach dem deutschen Überfall auf die Sowjetunion im Juni 1941 begonnen und dazu mithilfe dreier Ghostwriter seine Depeschen und Berichte aus Moskau, Tagebucheinträge und Korrespondenz zusammengestellt. Historiker haben sich deshalb den Einschätzungen von Kennan und Bohlen angeschlossen, dass Davies eine Schande für die amerikanische Diplomatie gewesen sei, weil er, verblendet von stalinistischer Propaganda, die Augen vor der Realität der Sowjetunion verschlossen und voreingenommene Berichte nach Washington geschickt habe. Der Historiker David Mayers weist darauf hin, dass diese Kritik über Äußerungen Davies‘ hinweggeht, die ihn nicht als blinden Ignoranten ausweisen. In seinen privaten Moskauer Aufzeichnungen sympathisierte Davies mit den Angeklagten der Schauprozesse und kritisierte die Verfahren.

“The defendants [have] no rights as against the government. … The door is opened wide to coercion, duress, and tyranny. All through the trial I fairly itched to crossexamine and test the credibility of witnesses and possibly break down their testimony through their own contradictions.”

„Die Angeklagten haben gegenüber der Regierung keine Rechte. … Die Tür zu Zwang, Nötigung und Tyrannei steht weit offen. Während des ganzen Prozesses juckte es mich, die Zeugen einem Kreuzverhör zu unterziehen, um ihre Glaubwürdigkeit zu prüfen und ihre Aussagen durch ihre eigene Widerprüchlichkeit zu brechen.“

Mission to Moscow stellte dagegen eine überarbeitete, absichtlich verzerrte Version seiner Berichte und Briefe als Botschafter dar. Das Buch und der spätere Film entstanden im Rahmen einer großen Propagandakampagne mit dem Ziel, die Öffentlichkeit für die Unterstützung der Sowjetunion und der Alliierten gegen Deutschland einzunehmen. In seiner Moskauer Zeit hatte Davies noch angenommen, dass die Geständnisse und Zeugenaussagen zu einem großen Teil unwahr wären und die Schauprozesse als Teil eines Machtkampfes innerhalb der sowjetischen Führung interpretiert. Vier Jahre später änderte er seine Ansicht. Das Buch enthält ein Postskriptum, in welchem Davies bemerkt, die Bedeutung der Schauprozesse sei ihm erst nach dem deutschen Überfall auf die Sowjetunion 1941 bewusst geworden, da es in der Sowjetunion keine Fünfte Kolonne der Deutschen gegeben habe. Neben diesem, die Schauprozesse rechtfertigenden Postskriptum, gibt es trotzdem noch andere Stellen in dem Buch, in denen Davies die Realität des Terrors konstatiert.
David Mayers konstatiert, dass Davies eine kompliziertere Persönlichkeit gewesen sei, als allgemein angenommen werde. Mayers weist darauf hin, dass Davies kein Diplomat war, sondern seine Karriere innerhalb der Demokratischen Partei gemacht hatte. Er stieß die Diplomaten vor Ort vor den Kopf, besuchte vor allem Empfänge und beschäftigte sich mit dem Kauf von Ikonen. Seine Privatkorrespondenz lasse aber auf der anderen Seite darauf schließen, dass er sich nicht nur der Realitäten des Terrors in der Sowjetunion bewusst war, sondern auch der Gefahren, die in Europa von Hitler-Deutschland ausgingen. Eine Kooperation mit Stalin habe für Davies im amerikanischen Interesse an internationaler Sicherheit gelegen. Dennis Dunn kommt zu dem Schluss, dass sich Davies sehr wohl mit der Realität, moralischen Fragen und den Fakten beschäftigte, aber dass sein romantisierender Ansatz und sein Bestreben, Roosevelt zu gefallen, seine Perspektive und Interpretation von Stalins Sowjetunion eingefärbt habe. Als überzeugter Rooseveltianer habe er direkte Parallelen zwischen den Politiken Roosevelts und Stalins gesehen und geglaubt, dass die sowjetische Politik unbedingt entschuldigt werden müsse, um das höhere Ziel einer Demokratisierung zu erreichen.
Mission to Moscow erschien drei Wochen nach dem japanischen Angriff auf Pearl Harbor. Es verkaufte sich über 700.000 Mal und wurde in dreizehn Sprachen übersetzt. Eine Taschenbuchausgabe erschien 1943. Es sollte der amerikanischen Öffentlichkeit helfen, in der Sowjetunion einen Alliierten zu sehen. Eine Meinungsumfrage, die Davies selbst beauftragt hatte, zeigte, dass es vor allem seine Einschätzung der Schauprozesse war, welche die Öffentlichkeit beeindruckt hatte. 1943 wurde das Buch unter demselben Titel „Mission to Moscow“ unter der Regie von Michael Curtiz verfilmt, der Untertitel lautete: „Die Reise eines Amerikaners zur Wahrheit“ (One American’s Journey into the Truth). Obwohl es sich um einen Spielfilm handelte, bei dem Davies von Walter Huston dargestellt wurde, vermittelte der Film einen dokumentarischen Eindruck, so als ob er sich auf geheime Regierungsdokumente stütze. Im Nachhinein erwarb sich der Film den Ruf, offene stalinistische Propaganda zu sein.

#### Sondergesandter 1943
Neben Harry Hopkins war Davies Roosevelts engster politischer Berater in Fragen der amerikanisch-sowjetischen Beziehungen. Er fungierte als Verbindungsmann zwischen Roosevelt und der sowjetischen Botschaft in Washington.
Im Mai 1943 wurde Davies als Sonderbotschafter mit einem persönlichen Brief Roosevelts an Stalin nach Moskau geschickt. Roosevelt wollte eine persönliche Beziehung zu Stalin aufbauen und lud diesen deshalb zu einem Treffen ohne Churchill ein. Davies sollte aufgrund seines guten Verhältnisses zu Stalin außerdem den Schaden eingrenzen, den Botschafter William Harrison Standley angerichtet hatte. Standley hatte in Pressekonferenzen Druck auf die sowjetische Führung ausgeübte. Da Standley überdies Davies für inkompetent hielt, fühlte er sich durch dessen Entsendung vor den Kopf gestoßen und bot am 3. Mai 1943 seinen Rücktritt an. Roosevelt hatte Standley eigentlich durch Davies ablösen wollen, aber Davies’ Gesundheit ließ dies nicht zu. Überschattet wurde die Mission durch die Entdeckung der Massengräber von Katyn. Im Hinblick auf die Kriegslage entschlossen sich Briten und Amerikaner, die Möglichkeit sowjetischer Verantwortung zu ignorieren. Davies erklärte vor seinem Abflug in Washington, die Deutschen hätten das Massaker begangen.
Was genau in Moskau passierte, ist umstritten. Das Tagebuch, das Joseph Davies 1943 führte, wurde 1954 noch einmal von einem seiner Mitarbeiter überarbeitet. Davies traf am 19. Mai in Moskau ein und wurde am nächsten Tag zu Stalin vorgelassen. In dem Gespräch sagte Stalin ein persönliches Treffen mit dem amerikanischen Präsidenten zu und legte seine außenpolitischen Vorstellungen dar. Es gibt Hinweise, dass Davies’ Besuch eine Rolle bei der Auflösung der Komintern und der Ernennung eines neuen Patriarchen der russisch-orthodoxen Kirche am 29. Mai 1943 spielte. Stalin stimmte, möglicherweise irreführend, einem Treffen in Alaska zu.
Zurück in Washington beriet Davies die weitere amerikanische Außenpolitik. Er hielt Stalin für vertrauenswürdig. Nach seiner Einschätzung war Stalin kein Kommunist mehr, sondern ein Sozialist, der sich von der Idee der Weltrevolution verabschiedet habe. Am 27. September 1943 traf sich Davies erneut mit Roosevelt, um ihm Stalins Position zu erläutern. Roosevelt stimmte dem sowjetischen Anspruch auf Ostpolen und das Baltikum zu. Davies wurde nach Mexiko-Stadt geschickt, um dies dem dortigen sowjetischen Botschafter Konstantin Umanski, einem Vertrauten Stalins, zu übermitteln. Auch gegenüber Präsident Harry S. Truman warb Davies im Mai 1945 um Verständnis für Stalin. Trumans Bitte, als Vermittler nach Moskau zu reisen, lehnte Davies ab. Er reiste aber nach London, um Churchill darüber zu informieren, dass sich Truman vor der Potsdamer Konferenz zunächst allein mit Stalin treffen wolle. Als Mitglied der amerikanischen Delegation nahm Davies an der Potsdamer Konferenz teil. Er war direkt an der Formulierung der Konzessionen an die Sowjetunion bezüglich der Neisse-Grenze und den Reparationsformeln beteiligt.
Davies gehörte auch auf der Konferenz von Jalta im Februar 1945 zu den Beratern Roosevelts. Er geriet mit Churchill in Konflikt, weil dieser vor einer sowjetischen Besetzung Osteuropas warnte.
Mit dem außenpolitischen Schwenk Trumans, der 1947 in der Truman-Doktrin formuliert wurde, schied Davies aus dem Beraterkreis des Weißen Hauses aus. Truman sah nun Davies’ Lobpreisungen der angeblichen Demokratie in der Sowjetunion und Stalins angeblichen Kampf für den Weltfrieden als völlig naiv an.

## Im Ruhestand
Während des Kalten Kriegs geriet Davies in das Visier des Ausschusses für unamerikanische Umtriebe, das auf Betreiben des Senators Joseph McCarthy die Unterwanderung des amerikanischen Regierungsapparats durch Kommunisten und Sympathisanten der Sowjetunion untersuchte. Der Ausschuss befand, dass es sich bei dem Buch Mission to Moscow und dem gleichnamigen Film um „prosowjetische Propaganda“ handelte. Er musste sich auch vorhalten lassen, grundsätzlich die Absichten Stalins nicht begriffen zu haben.
Im Jahr 1952 gab der frühere Diplomat George Howard Earle vor der Madden-Kommission, dem Ausschuss des Kongresses zur Untersuchung der Reaktionen der US-Behörden auf die Nachrichten über das Massaker von Katyn, Davies ein hohes Maß an Schuld an den Fehleinschätzungen des Weißen Hauses. Nach den Worten Earles hat Davies aus Stalin den „heiligen Nikolaus“ (Santa Claus) gemacht.
Seine Grabstätte befindet sich in der Washington National Cathedral.

## Ehen
Joseph E. Davies war zweimal verheiratet. Von 1901 bis 1935 mit Mary Emlen Knight (1878 – 1971), Tochter eines Offiziers, Mitglied der Daughters of the American Revolution und der Demokratischen Partei. Mit ihr hatte er drei Töchter. Von 1935 bis 1955 war Marjorie Merriweather Post, Erbin von General Foods, Kunstsammlerin und eine der damals reichsten Frauen Amerikas, seine Ehefrau.

## Publikationen
- Mission to Moscow.  Simon & Schuster, New York 1941.  Teilweise online über Google Books